# Protaetia siamensis
Protaetia siamensis är en skalbaggsart som beskrevs av Anton Franz Nonfried 1891. Protaetia siamensis ingår i släktet Protaetia och familjen Cetoniidae. Inga underarter finns listade i Catalogue of Life.